# Coste y Flete
Las siglas CFR (acrónimo del término en inglés Cost and Freight, «Coste y flete, puerto de destino convenido») se refieren a un incoterm o término de comercio internacional que se utiliza en las operaciones de compraventa, en que el transporte de la mercancía se realiza por barco, tanto por vía marítima como por vías de navegación interior. Se debe utilizar siempre seguido de un puerto de destino.

## Descripción del CFR
El vendedor se hace cargo de los costes, incluido el transporte principal, hasta que la mercancía llegue al puerto de destino.
Los riesgos de pérdida o daño de la mercancía los asume el comprador en el país de origen cuando la mercancía ha sido cargada en el barco. Por eso, es recomendable que contrate un seguro durante el transporte principal.

## Uso del incoterm CFR
Este incoterm CFR se debe utilizar exclusivamente para transporte por barco, ya sea marítimo o fluvial, de carga general o convencional. Si la carga está contenerizada, se trata más bien de transporte intermodal y el incoterm que debe usarse es CPT. Tampoco es lo más apropiado (aunque sí es compatible) utilizar CFR en el caso de graneles, donde se aplican de forma idónea los incoterms FAS o DEQ.